# Sandesberg
Der Sandesberg (dänisch Sundsbjerg) ist mit einer Höhe von mindestens 52 m ü. NHN die höchste natürliche Landstelle im Kreis Nordfriesland. Der Gipfel liegt im Gemeindegebiet von Ostenfeld bei Husum bei Lage und befindet sich etwa 700 m östlich vom Ortsausgang der Dorflage nördlich der vorbeiführenden schleswig-holsteinischen Landesstraße 37. Der Sandesberg ist eine Altmoräne und Bestandteil eines Geestrückens der Bredstedt-Husumer Geest. Sie wurde beim Abschmelzen der Gletscher des Fennoskandischen Eisschilds während der vorletzten Vereisungsphase vor heute, dem sogenannten Saale-Komplex, am Ort zurückgelassen.